# Jacek Mickiewicz
Jacek Mickiewicz, nacido el 17 de abril de 1970 en Dzierżoniów, es un ciclista polaco ya retirado. Compitió representando a su país, Polonia, en los Juegos Olímpicos de Verano de 1992, donde terminó en la vigésimo segunda posición en la carrera individual de ruta. Fue profesional de 1995 a 2004 y destacan sus victorias en el Memorial Henryk Lasak y en la Dookola Mazowsza.

## Palmarés
| 1992 - 1 etapa de la Milk Race 1993 - 1 etapa de la Milk Race 1994 - 1 etapa del Tour de Polonia - Campeonato de Polonia en Ruta 1995 - 3º en el Campeonato de Polonia en Ruta 1996 - 1 etapa de la Carrera de la Paz 1997 - 2 etapas de la Carrera de la Paz - 1 etapa de la Vuelta a Dinamarca | 2000 - 1 etapa del Tour de Japón - 3 etapas del Bałtyk-Karkonosze Tour - Memoriał Henryka Łasaka 2001 - 1 etapa del Bałtyk-Karkonosze Tour 2002 - 2 etapas del Szlakiem Grodów Piastowskich - 1 etapa de la Carrera de la Paz - Dookoła Mazowsza, más 2 etapas - 2 etapas de la Carrera de la Solidaridad y de los Campeones Olímpicos |